# Bibliothek und Historisches Archiv Emilio Held Winkler
Die Bibliothek und Historisches Archiv Emilio Held Winkler (bekannt unter dem Akronym EHW-Archiv) ist eine private, gemeinnützige Einrichtung, die Dokumentationen sowie bibliografisches und audiovisuelles Material mit Bezug zur deutschen Minderheit in Chile aufbewahrt. Sie fungiert darüber hinaus als Fachbibliothek zu diesem Thema. Sie wurde 1985 als unselbstständige Körperschaft des Deutsch-Chilenischen Bundes (DCB) gegründet und hat ihren Sitz in der Kommune Vitacura in Santiago de Chile.

## Geschichte und Auftrag
Der Ursprung des Archivs geht auf die Schenkung der persönlichen Sammlung von Büchern und anderen Dokumenten des Historikers und Forschers Emilio Held Winkler (1898–1996) an den Deutsch-Chilenischen Bund zurück, weshalb die Institution seinen Namen zu seinen Ehren nahm.
Als Historiker der deutschstämmigen Gemeinschaft im Andenstaat widmete er sich nicht nur der Erforschung seiner eigenen Familiengeschichte, sondern auch der anderer Familien germanischer Herkunft und der Dokumentation der deutschen Siedlung und Gründung die ersten Städte von ihnen, hauptsächlich in der Región de los Lagos. Held Winkler war auch der erste Bürgermeister der Gemeinde Purranque in derselben Region.

## Archivbestände
Unter den herausragenden Werken im Katalog des Archivs sticht die vollständige Kopiensammlung der chilenisch-deutschen Zeitung Cóndor hervor. Ebenso werden alle Exemplare der wöchentlich erscheinenden Deutsche Blätter aufbewahrt, die unter der Leitung von Albert Theile stand.